# Britt – Der Talk
Britt – Der Talk (bis 2013: Britt – Der Talk um eins) war eine Talkshow, die montags bis freitags von 2001 bis 2013 um 13:00 Uhr und von 2022 bis 2023 um 16:00 Uhr bei Sat.1 ausgestrahlt wurde. Die Sendung dauerte rund 45 Minuten und wurde von Britt Hagedorn moderiert. Ab dem 27. Februar 2023 wurde die Sendung innerhalb des Sat.1-Formats Volles Haus! Sat.1 Live ausgestrahlt.

## Geschichte
Die erste Folge wurde am 8. Januar 2001, als Nachfolger der Talkshow Sonja, die bis zu diesem Zeitpunkt täglich um 13:00 Uhr gesendet wurde, gezeigt. Die letzte reguläre Folge von Britt – Der Talk um eins lief am 28. März 2013. Nach Einstellung der Oliver Geissen Show im Spätsommer 2009 handelte es sich bei Britt um die letzte verbliebene Sendung des einstmals sehr verbreiteten Genres Daily Talk im deutschen Fernsehen.
Vom 26. Juni 2004 bis 23. Februar 2008 wurde die Talkshow auch samstags um 13:00 Uhr gesendet, wich danach allerdings der Wiederholungssammlung Best of Talk.
Später wurde das Spin-Off Der Große Lügendetektor-Test zur Primetime gezeigt. Die Sendung wurde von 2001 bis 2013 der Firma Schwartzkopff TV-Productions – eine hundertprozentige Tochter der Axel Springer AG über die AS Venture GmbH, den Wagniskapital-Ableger von Springer – in Hamburg, in den Räumen von Studio Hamburg in Tonndorf, produziert.
Am 20. März 2013 wurde bekannt, dass Sat.1 die Show im Juli 2013 einstellen würde.
Am 28. März 2013 entschied sich Sat.1 kurzfristig, die Sendung mit sofortiger Wirkung aus dem Programm zu nehmen. Bis Anfang Juni wurden jedoch neue Folgen produziert und im Spätabendprogramm von Sat.1 Gold gezeigt.
Am 12. Juli 2013 strahlte Sat.1 die eigentliche Abschiedssendung auf dem ursprünglichen Sendeplatz aus, die von Vera Int-Veen moderiert wurde.
Am 18. August 2022 wurde bekannt, dass Sat.1 eine Neuauflage der Talkshow unter dem verkürzten Titel Britt – Der Talk produzieren wird. Diese wurde ab dem 24. Oktober 2022 jeweils montags bis freitags um 16:00 Uhr ausgestrahlt. Vom 27. Februar 2023 bis 9. Juni 2023 wurde die Sendung innerhalb des Sat.1-Formats Volles Haus! Sat.1 Live ausgestrahlt.

## Ablauf und Inhalt
Die Sendung war konzeptionell ähnlich aufgebaut wie andere Daily-Talk-Formate der späten 1990er- und frühen 2000er-Jahre.
Sie behandelte bevorzugt Alltagsprobleme und Streitigkeiten innerhalb von Familien, Beziehungen oder Freundschaften wie beispielsweise ungeklärte Vaterschaften, Lügen, Seitensprünge oder Geldschulden. Dazu wurden die am Konflikt beteiligten Personen für wenige Minuten zur gemeinsamen Diskussion ins Studio gebeten und nach Abschluss des Gespräches von der Moderatorin wieder verabschiedet, bevor die nächsten Talkgäste das Studio betraten. Pro Episode wurden in der Regel drei bis vier verschiedene „Fälle“ abgehandelt. Bei der Auflösung von etwaigen Lügendetektor- oder Vaterschaftstests wurde zum Spannungsaufbau stets das Studio verdunkelt und dramatisierende Musik eingespielt. Nach einigen Jahren wurde zusätzlich ein spezieller „Bote“ innerhalb der Sendung etabliert, welcher mit dem Ausspruch „Marc mit dem Silberkoffer“ vom Publikum begrüßt wurde und die Testergebnisse in einem silbernen Koffer der Moderatorin übergab.
Darüber hinaus fanden größere Talkrunden zu sonstigen kontroversen Themen wie Arbeitslosigkeit oder Sexualität statt. Anders als bei oben genannten „Fällen“ füllten diese Talkrunden stets eine gesamte Episode aus und die teilnehmenden Talkgäste, die sich hierbei untereinander nicht kannten, betraten in regelmäßigen Abständen und einer festgelegten Reihenfolge einzeln das Studio, um ihre Meinung zu schildern.
Die Talkgäste waren in den allermeisten Fällen nicht prominent, sondern wurden durch die Aufrufe in der Sendung entdeckt und für eine Teilnahme mit 50 Euro plus Anfahrts- und Hotelkosten vergütet (Stand: 2009).
Neben den Talkgästen und der Moderatorin war im Studio Publikum anwesend, welches das Geschehen und einzelne Aussagen mit Applaus oder Buh-Rufen begleitete, wobei das Publikum durch einen „Anheizer“ zur jeweiligen Reaktion animiert wurde. Vereinzelt durften Personen aus dem Publikum auch selbst kurze Kommentare äußern.
Die Themen der einzelnen Episoden waren in der Regel reißerisch formuliert und hatten sich dem Niveau vieler US-amerikanischer Talkshows angepasst. Beschimpfungen, Bedrohungen sowie Tränen waren nicht selten. Körperliche Angriffe waren jedoch untersagt und wurden von anwesenden Sicherheitskräften schnell beendet, woraufhin der Angreifer meist des Studios verwiesen wurde. Gelegentlich war in den früheren Episoden als beratender Experte in Krisensituationen der Psychologe Michael Thiel anwesend.